# Severovýchodní Texas
Severovýchodní Texas (Northeast Texas) je geografický region v Texasu se středisky ve dvou metropolitních územích podél dálnice Interstate 20: Tyler na západě a Longview/Marshall na východě. Clarksville, Mount Pleasant, Greenville, Paris a Texarkana na severu a území měst Nacogdoches/Lufkin area, Jacksonville a Palestine na jihu patří rovněž mezi významná města regionu. Většina území severovýchodního Texasu je zahrnuta v mezistátním regionu Ark-La-Tex.
Podnebí je teplejší a vlhčí, než na většině území Texasu a povrch je víc lesnatý a kopcovitý. Kultura je podobná kultuře jihovýchodního Texasu, nemá však tolik cajunských vlivů. Mnohá z největších měst v severovýchodním Texasu pořád žijí tradiční venkovský jižanský způsob života, zejména v dialektu, náboženství a místní kuchyni.

## Vysoké školství
Region disponuje mnoha institucemi vyššího vzdělávání, The University of Texas at Tyler, Texas A&M University at Commerce, Texas A&M University v Texarkaně, Stephen F. Austin State University v Nacogdoches, LeTourneau University, je tu osm veřejných a dvě soukromé vysoké školy, tři vysoké školy kde historicky studují Afroameričané a církevní soukromé instituce. Veřejné vysoké školy spolupracují prostřednictvím konzorcia Northeast Texas Consortium of Colleges and Universities.